# Andusa
Andusa (Anduze en francès) és un municipi francès del departament del Gard, a la regió d'Occitània.